# Polyommatus icarinus
Polyommatus icarinus är en fjärilsart som beskrevs av Scriba 1791. Polyommatus icarinus ingår i släktet Polyommatus och familjen juvelvingar. Inga underarter finns listade i Catalogue of Life.